# Ovadese
L'Ovadese (Ovadèis in piemontese,Oâdeize in ligure) è un'area storico-culturale del Basso Piemonte e del Monferrato, che si trova nella porzione meridionale della provincia di Alessandria, andando a confinare a nord con l'Alessandrino, a ovest con l'Acquese, a est con il Novese e a sud con la Liguria (provincia di Genova). Prende il proprio nome dalla città di Ovada, il comune principale di tale territorio. 
L'area è situata nel cuore dell'Alto Monferrato, in una zona ricca di vigneti che alimentano una buona produzione vinicola, in particolare del Dolcetto d'Ovada.

## Geografia
Posta tra le città di Alessandria e Genova, la zona dell'Ovadese è pressoché collinare: in particolare, ad Est e a Ovest vi sono le dolci colline dell'Alto Monferrato, mentre man mano che si procede verso Sud iniziano le prime propaggini del versante padano dell'Appennino Ligure. Verso Nord, invece, si possono notare le prime estremità della Pianura Padana, subito dopo Ovada,  in particolare da Silvano d'Orba e Rocca Grimalda in poi. 

### Monti
| Denominazione   | Altezza (m) | Luogo                                      |
| --------------- | ----------- | ------------------------------------------ |
| Monte Pracaban  | 946 m       | Parco Regionale delle Capanne di Marcarolo |
| Bric Arpescella | 875 m       | Parco Regionale delle Capanne di Marcarolo |
| Monte Colma     | 856 m       | Valle Stura                                |
| Bric dei Gorrei | 829 m       | Valle Stura                                |
| Pianazzi        | 774 m       | Valle Stura                                |
| Le Ciazze       | 739 m       | Valle Stura                                |
| Mond'Ovile      | 705 m       | Parco Regionale delle Capanne di Marcarolo |
| Monte del Ratto | 685 m       | Valle Stura                                |

### Idrografia

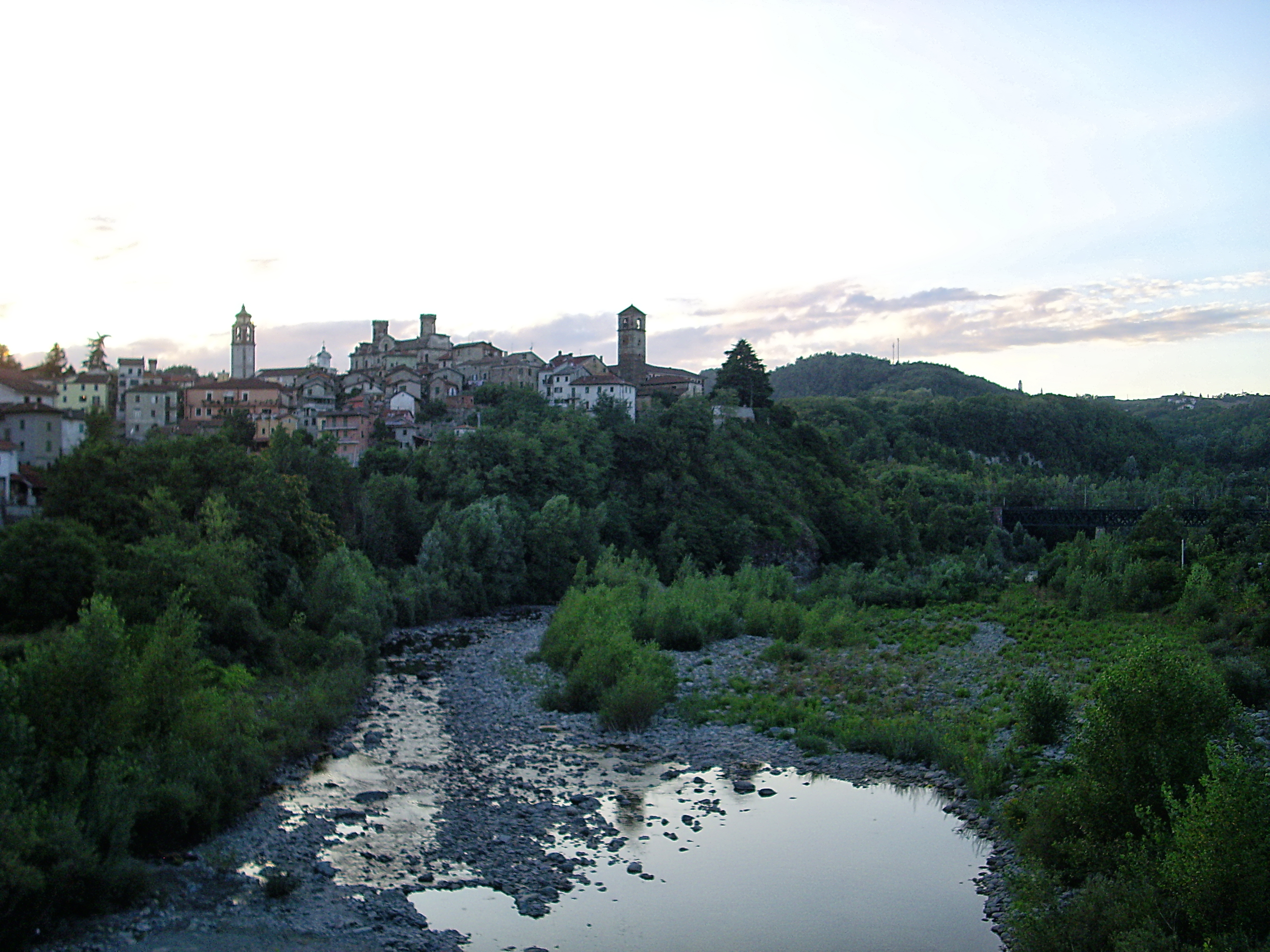
Orba presso Molare.

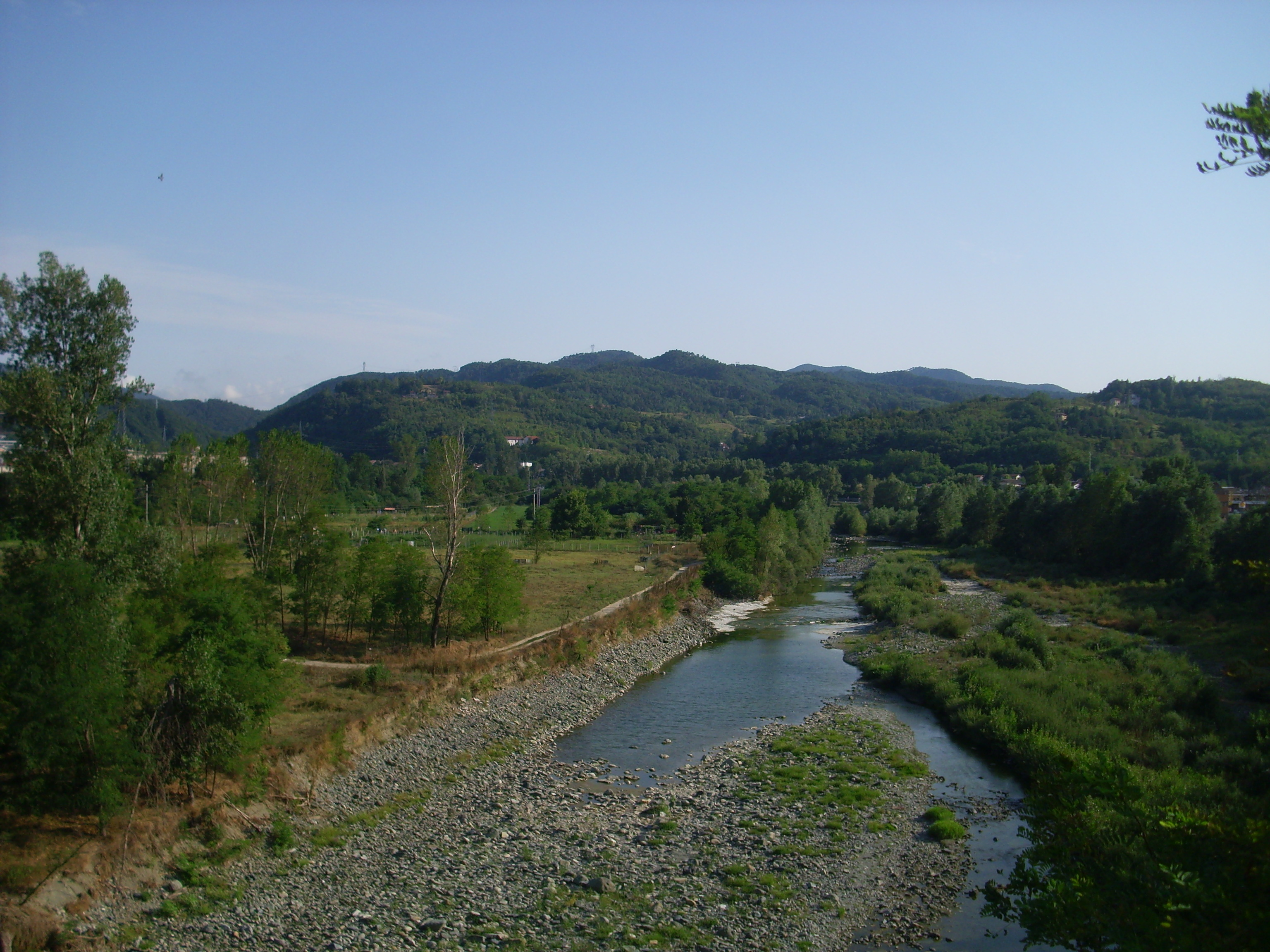
Stura di Ovada nel territorio della cittadina

#### Fiumi
| Denominazione  | Altitudine della sorgente |
| -------------- | ------------------------- |
| Bormida        | 800 m                     |
| Orba           | 1.001 m                   |
| Stura di Ovada | 938 m                     |

#### Laghi
| Nome lago             | Altitudine invaso | Comuni interessati             | Zona geografica                                   |
| --------------------- | ----------------- | ------------------------------ | ------------------------------------------------- |
| Laghi della Lavagnina | 344 m s.l.m.      | Bosio Casaleggio Boiro Mornese | ex-Comunità Montana Alta Val Lemme e Alto Ovadese |

## Storia
Ovada e il suo territorio circostante, in virtù della propria collocazione geografica, furono durante il medioevo oggetto di contesa da parte di diversi stati, tra cui il Ducato di Milano, il Marchesato del Monferrato e la Repubblica di Genova. Fu proprio la Repubblica di Genova, nel corso dei secoli, ad accrescere la propria influenza sul territorio ovadese. 
A seguito della vittoria di Napoleone nella vicina Marengo (la celebre Battaglia di Marengo), l'Ovadese entrò nel Dipartimento di Genova, in particolare nel circondario di Novi Ligure. La città di Ovada era, inoltre, titolare di uno dei cantoni di tale circondario. 
In seguito alla Restaurazione sancita dal Congresso di Vienna (1815), l'Ovadese venne posto entro i confini del ricostituito Ducato di Savoia (rinato come Stato sovrano indipendente). 
Successivamente, Ovada e l'Ovadese passarono sotto la Divisione di Alessandria, entrando a far parte della Provincia di Acqui. Anche in questa nuova suddivisione, Ovada era titolare di uno dei "mandamenti" della suddetta Provincia acquese.
Il 23 ottobre 1859 il Decreto Rattazzi riorganizzò la struttura amministrativa e, di conseguenza, il territorio Ovadese confluì nella nuova Provincia di Alessandria e quindi nel Piemonte, sempre all'interno del Regno di Sardegna.

## Amministrazioni

### Comuni
I comuni appartenenti all'Ovadese sono 17, tutti relativamente piccoli e ben collegati tra loro e il centro-zona (Ovada). Tra i più popolosi spiccano Silvano d'Orba, Castelletto d'Orba, Molare, Tagliolo Monferrato e Rocca Grimalda. 

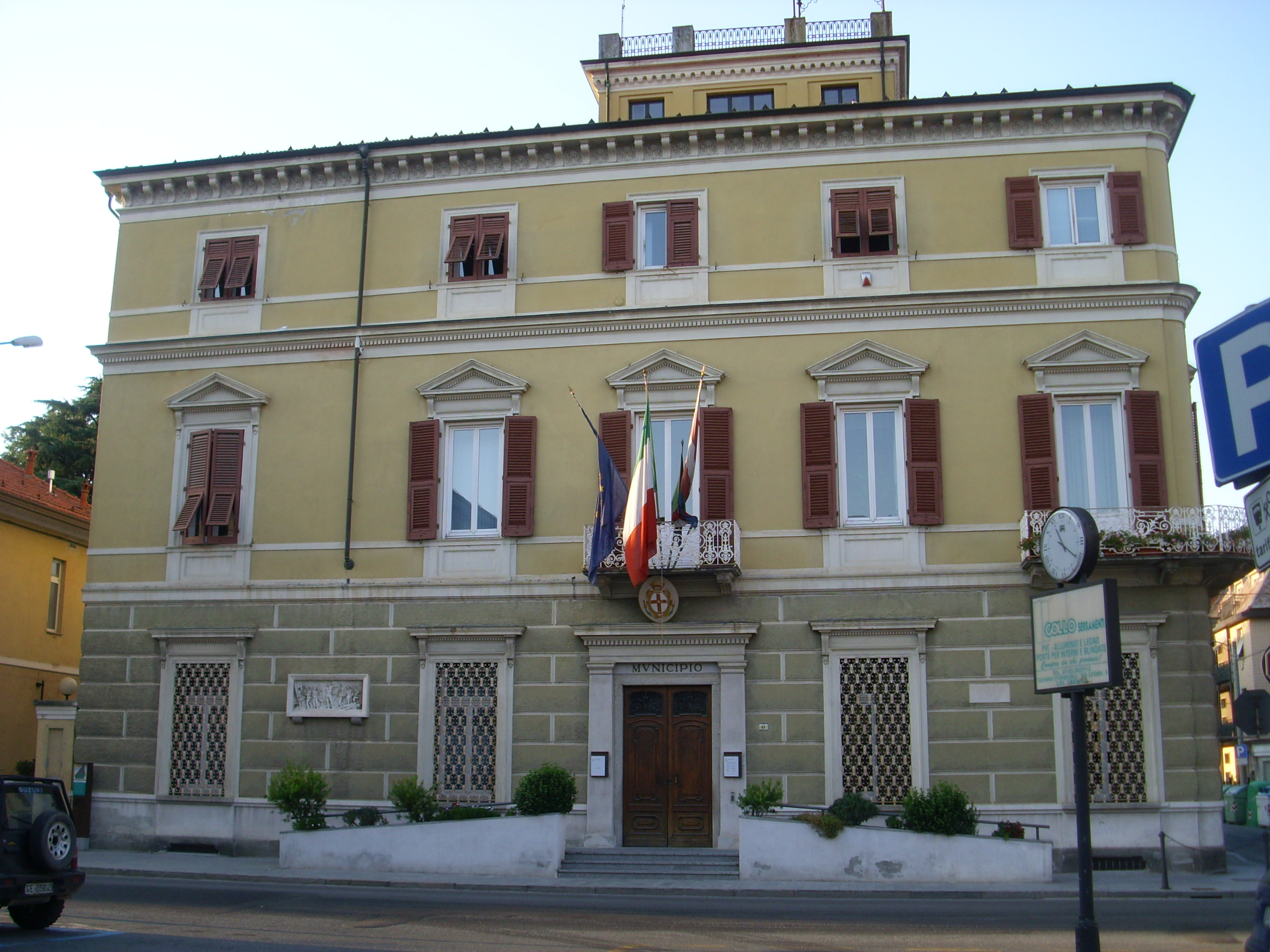
Ovada

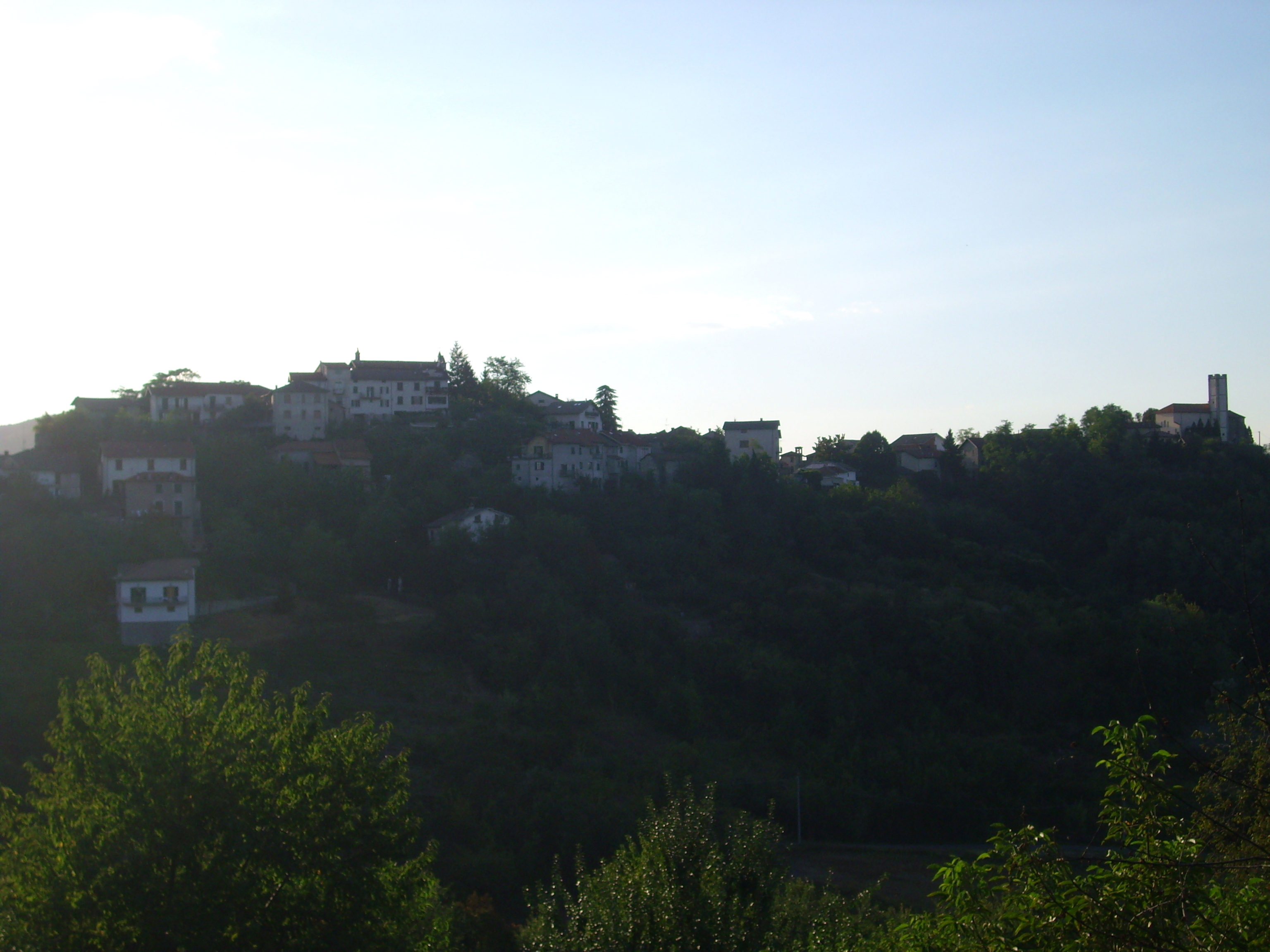
Cassinelle

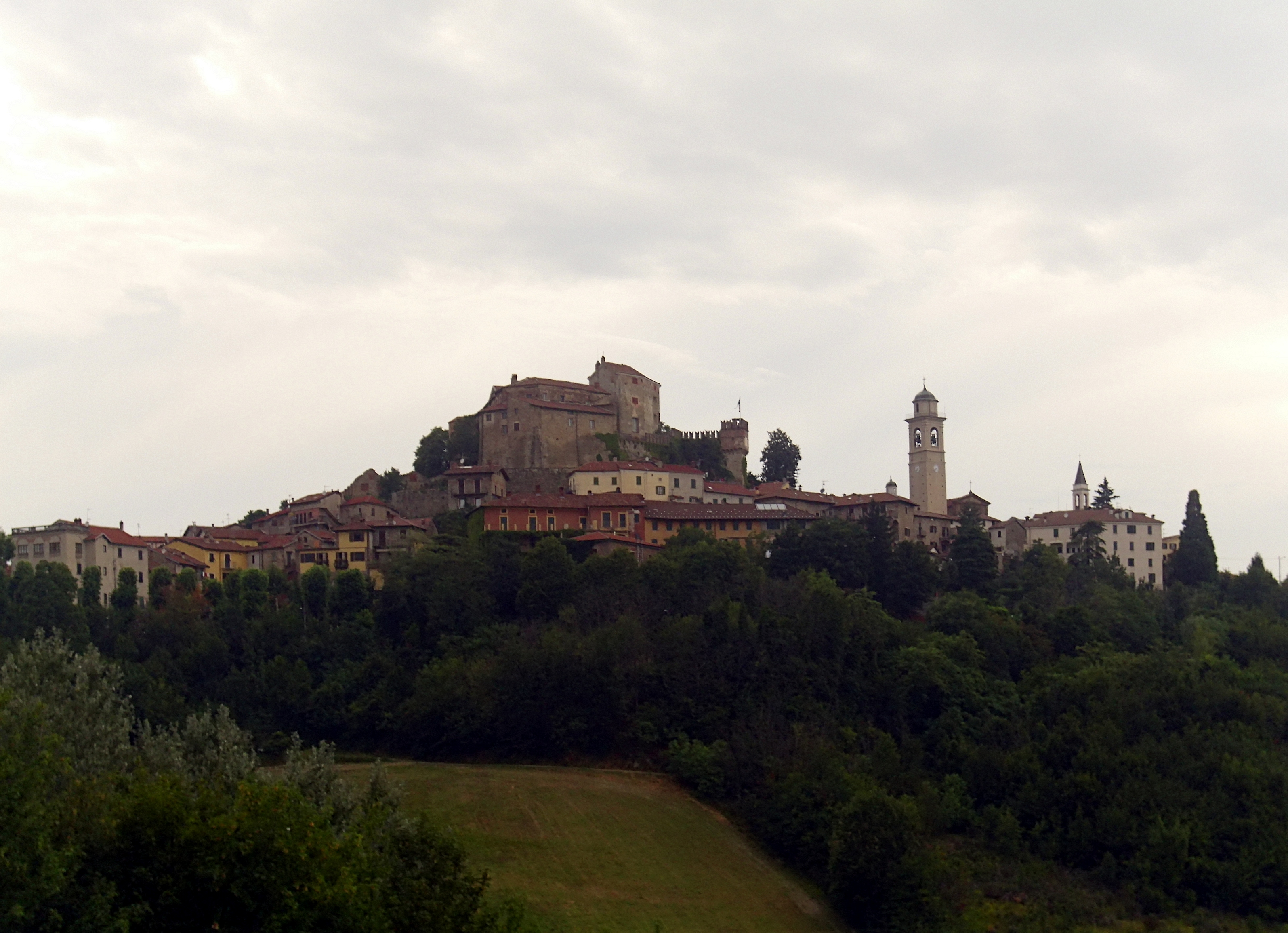
Cremolino

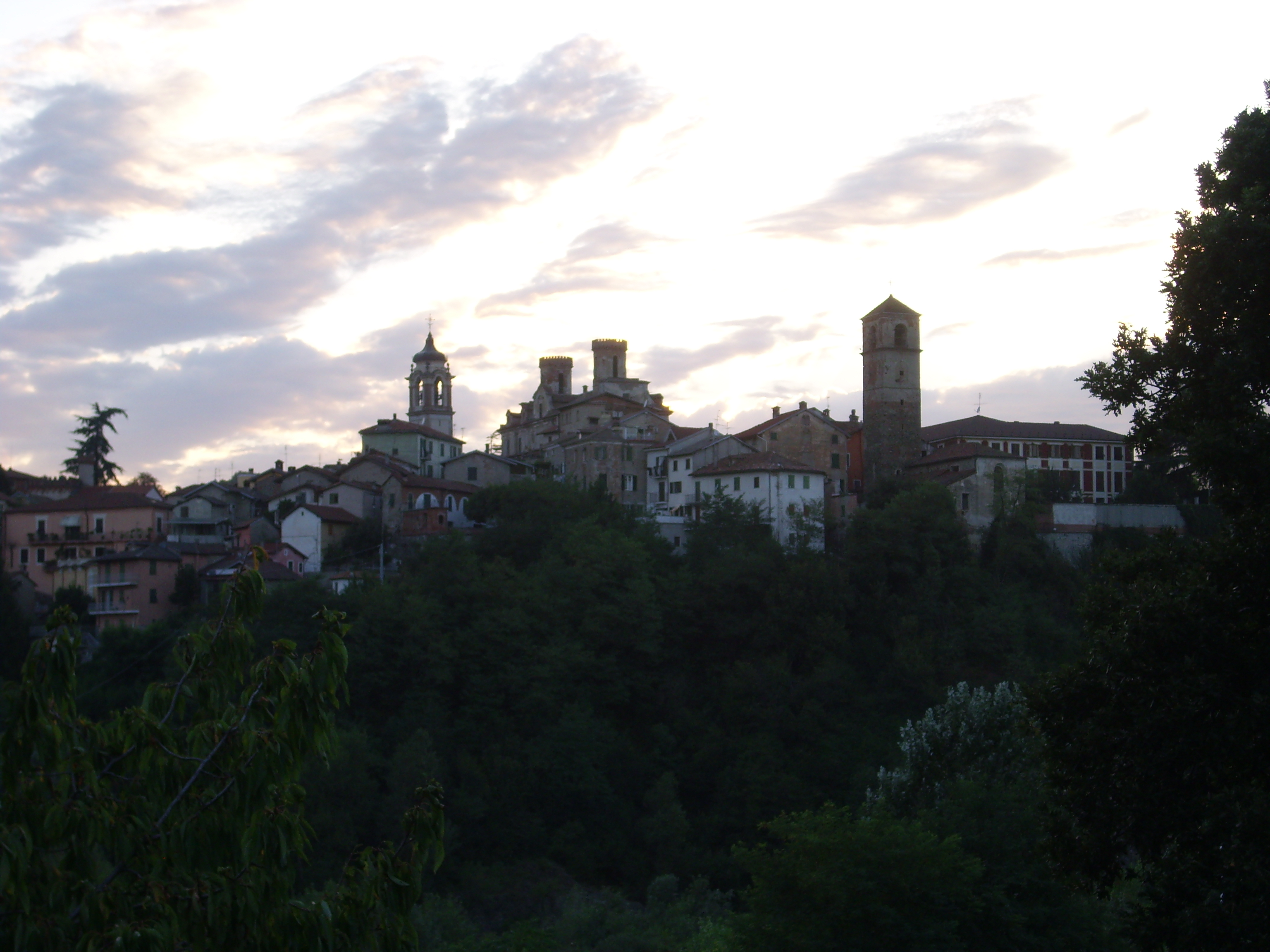
Molare

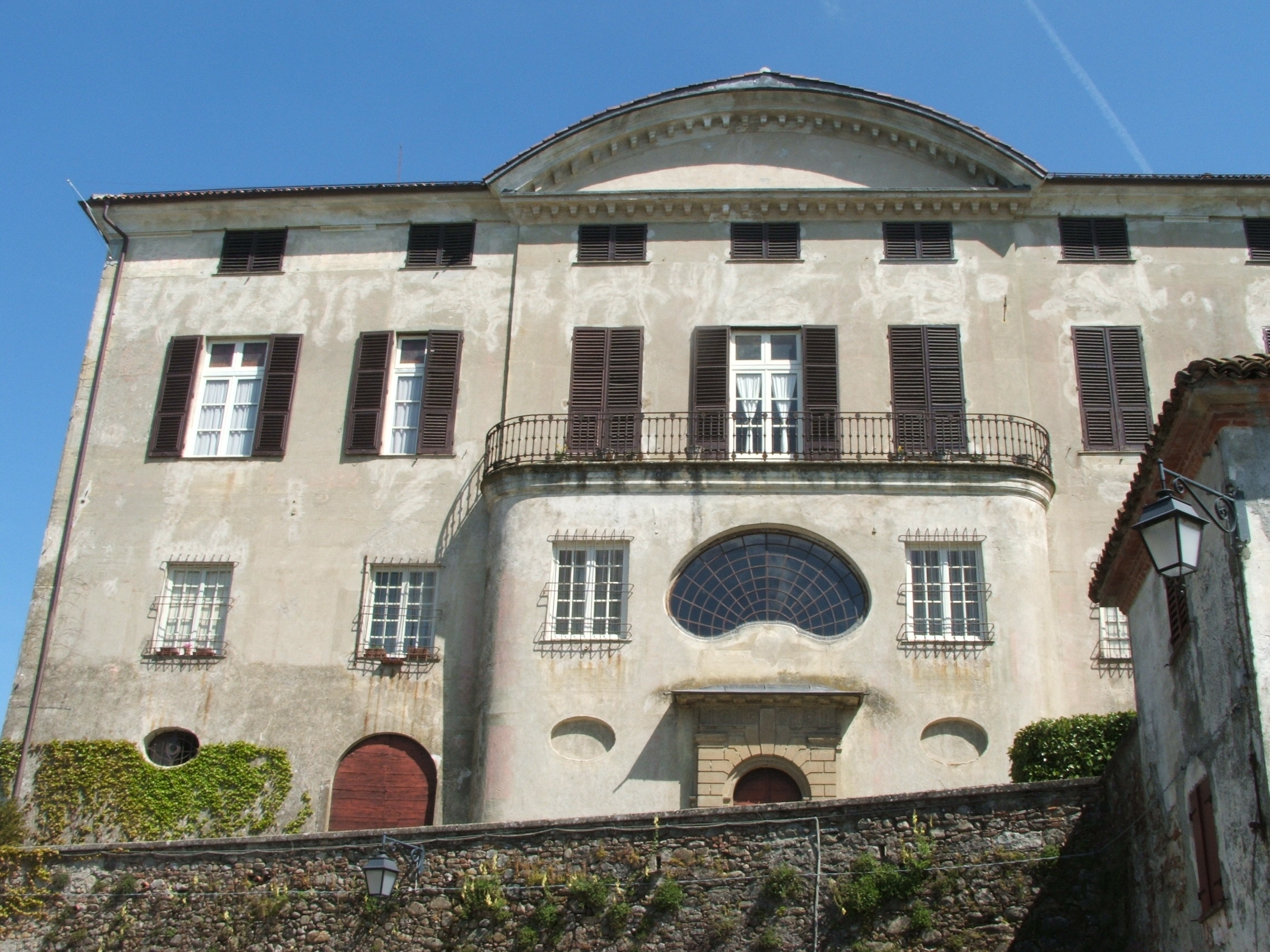
Rocca Grimalda

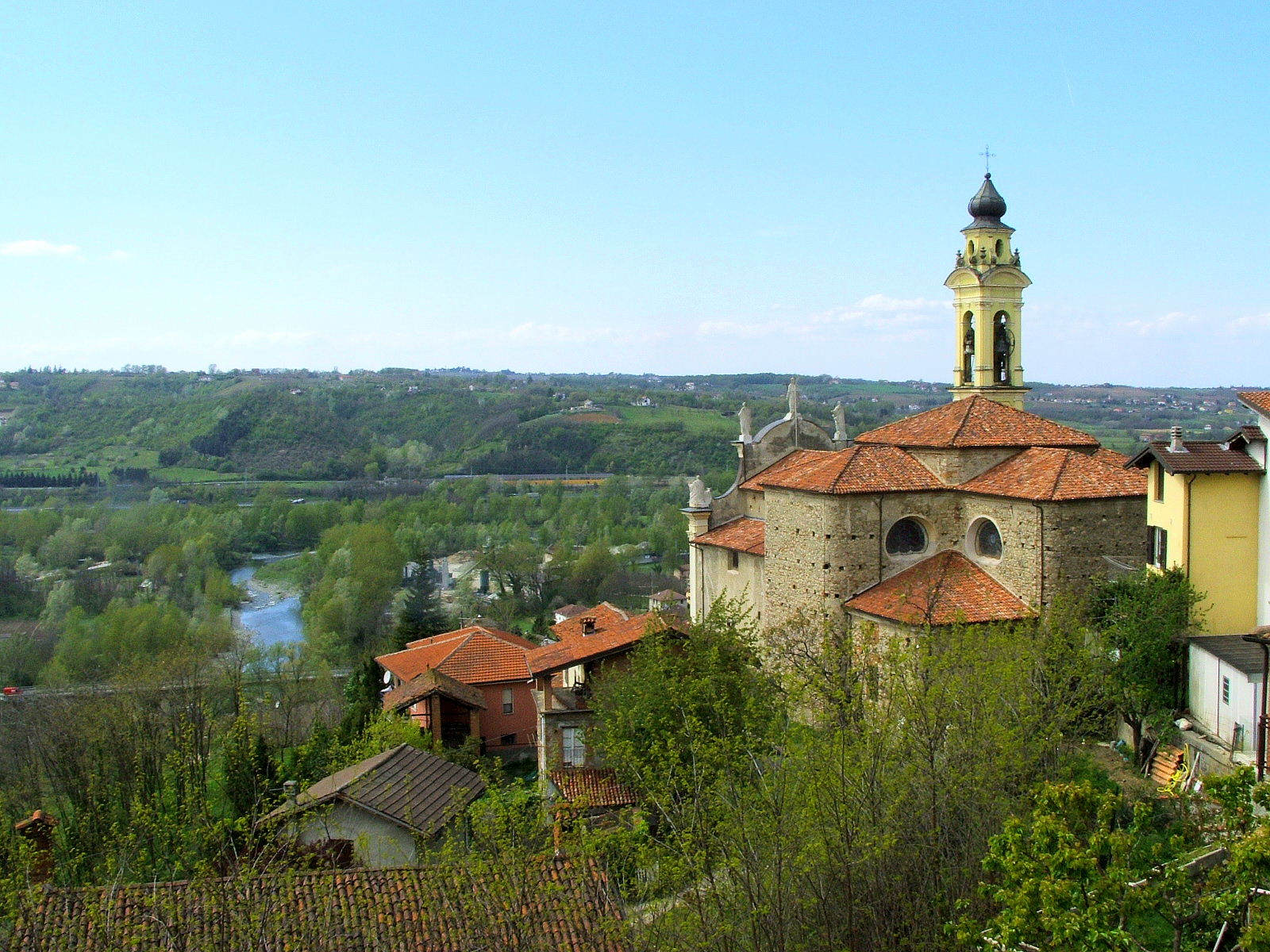
Silvano d'Orba

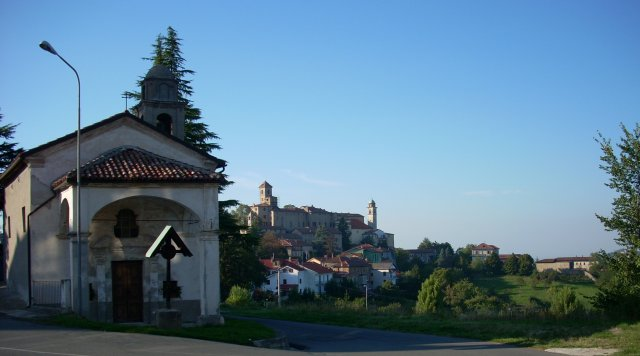
Morsasco

| Stemma | Comune              | Superficie | Popolazione | Nome piemontese  | Nome ligure |
| ------ | ------------------- | ---------- | ----------- | ---------------- | ----------- |
|        | Ovada               | 35,33 km²  | 10875       | Ovà              | Oâ          |
|        | Belforte Monferrato | 8,78 km²   | 501         | Belfòrt          | Berforte    |
|        | Carpeneto           | 13,61 km²  | 882         | Carpnèj          | -           |
|        | Casaleggio Boiro    | 12,20 km²  | 351         | Casalegio Bòiroù | Casaèzo     |
|        | Cassinelle          | 23,80 km²  | 854         | Cassinele        | Cascinele   |
|        | Castelletto d'Orba  | 14,25 km²  | 1806        | Castlèt d'Òrba   | Casteleto   |
|        | Cremolino           | 14,41 km²  | 1021        | Chërmolin        | Chermoìn    |
|        | Lerma               | 14,54 km²  | 802         | Lerma            | Lerma       |
|        | Molare              | 32,79 km²  | 1991        | Morele           | Morere      |
|        | Montaldeo           | 5,19 km²   | 208         | Montondé         | Montaldeo   |
|        | Montaldo Bormida    | 5,57 km²   | 593         | Montad Bormia    | -           |
|        | Morsasco            | 10,21 km   | 605         | Morzasch         | -           |
|        | Mornese             | 13,30 km²  | 682         | Mornèis          | Morneise    |
|        | Rocca Grimalda      | 15,64 km²  | 1149        | La Ròca Grimàuda | A Roca      |
|        | Silvano d'Orba      | 12,08 km²  | 1891        | Silvan           | Scirvan     |
|        | Tagliolo Monferrato | 25,91 km²  | 1494        | Tajeu            | Tajö        |
|        | Trisobbio           | 9,39 km²   | 647         | Tërseubi         | -           |
| Totali |                     | 252,21 km² | 26352       |                  |             |

### Comunità collinari e montane
Sul territorio dell'Ovadese erano presenti le seguenti Comunità montante (oggi soppresse):
| Denominazione                                  | Sede amministrativa | Superficie | Popolazione | Sito istituzionale                             | Note |
| ---------------------------------------------- | ------------------- | ---------- | ----------- | ---------------------------------------------- | --- |
| Comunità Montana Alta Val Lemme e Alto Ovadese | Bosio               | 71,14 km²  | 3877        | Comunità Montana Alta Val Lemme e Alto Ovadese | Facevano parte di tale comprensorio montano i seguenti comuni dell'Ovadese: Casaleggio Boiro, Lerma, Mornese, Montaldeo e Tagliolo Monferrato. L'estensione e la popolazione totali sono calcolate sommando le parziali di tali centri. |
| Comunità Montana Suol d'Aleramo                | Ponzone             | 71 km²     | 4255        | Comunità Montana Suol d'Aleramo                | Facevano parte d tale comprensorio montano i seguenti comuni dell'Ovadese: Cassinelle, Cremolino e Molare. L'estensione e la popolazione totali sono calcolate sommando le parziali di tali centri.                                     |

## Infrastrutture e trasporti
Data la sua importante collocazione geografica, l'Ovadese ha un'ampia rete stradale che lo collega con le città di Alessandria, Acqui Terme, Novi Ligure e Genova. L'area è dotata anche di casello autostradale lungo l'A26 dei Trafori, posto nel comune di Belforte Monferrato a 2 km da Ovada. 
La zona è anche servita da rete ferroviaria, attualmente l'unica linea attiva è la Acqui Terme - Genova. Le stazioni dell'Ovadese sono Ovada, Molare e Prasco-Cremolino.
Ovada è dotata anche di una stazione secondaria, denominata Ovada Nord, lungo la linea per Alessandria, attualmente chiusa al traffico viaggiatori.